# Crumbsuckers
Crumbsuckers war eine US-amerikanische Crossover-Band aus Long Island, New York, die im Jahr 1982 gegründet wurde und sich 1989 wieder trennte.

## Geschichte
Die Band wurde im Jahr 1982 von Bassist Gary Meskil gegründet. Die Gruppe war zunächst eine Partyband, die Coverversionen von Minor Threat, Bad Brains und Kraut spielte. Der Posten des Sängers veränderte sich dabei meist von Auftritt zu Auftritt. Im Juni 1983 nahm sie das Demo The Crumbsucker Cave auf, auf dem auch eine Coverversion von Chubby Checkers „The Twist“ enthalten war. 
In den Jahren 1983 und 1984 schrieb die Band ihr Debütalbum. Ein weiteres Demo wurde im Jahr 1984 aufgenommen. Sänger David Brady verließ in dieser Zeit die Band und wurde durch Chris Notaro ersetzt. Kurze Zeit später erreichte sie durch das Demo einen Vertrag bei Combat Records. Im Jahr 1984 wurde Chuck Lenihan zweiter Gitarrist. Die Lieder des Debütalbums Life of Dreams, das im Jahr 1986 veröffentlicht wurde, wurden von Gary Meskil und Gitarrist David Wynn geschrieben. 
Im Frühling 1987 verließ Gitarrist David Wynn die Band und wurde durch Matt Cardin ersetzt. Dieser blieb jedoch nicht lange. Er schrieb zwei Lieder für das zweite Album und wurde durch Robert Koebler abgelöst. Im Jahr 1988 wurde das Album Beast on My Back veröffentlicht. Anfang 1988 ersetzte Marc Piovanetti, Ex-Mitglied bei Carnivore, Gitarrist Koebler. Im Jahr 1989 trennte sich die Band.

### Nach der Trennung
Nach der Auflösung der Band gründeten Gary Meskil, Marc Piovanetti, Chuck Lenihan und Dan Richardson zusammen mit Sänger Craig Allen im Jahr 1990 die Band Heavy Rain. Noch im selben Jahr löste sich die Band wieder auf, sodass Gary Meskil und Dan Richardson die Band Pro-Pain im Jahr 1991 gründeten.

## Diskografie
- 1983: The Crumbsucker Cave (Demo, Eigenveröffentlichung)
- 1984: 1984 Demo (Demo, Eigenveröffentlichung)
- 1985: March of the Light Brigades (Demo, Eigenveröffentlichung)
- 1986: Life of Dreams (Album, Combat Records)
- 1988: Beast on My Back (Album, Combat Records)